# Duroia micrantha
Duroia micrantha là một loài thực vật có hoa trong họ Thiến thảo. Loài này được (Ladbr.) Zarucchi & J.H.Kirkbr. mô tả khoa học đầu tiên năm 1990.